# Jens Knissel
Jens Jakob Knissel (* 1962 in Aachen) ist ein deutscher Ingenieur und seit 2011 Professor für Technische Gebäudeausrüstung an der Universität Kassel.

## Leben
Knissel wurde als Sohn des Bergingenieurs Walter Knissel, und Annelie Knissel, geborene Schmidt, geboren.
Nach Erreichen der Allgemeinen Hochschulreife an der Robert-Koch-Schule in Clausthal-Zellerfeld studierte Knissel von 1984 bis 1991 Energie- und Verfahrenstechnik an der TU Berlin.
Seine Diplomarbeit schrieb er 1990–1991 zum Thema „Erstellen eines Rechnermoduls zur Simulation von Windkraftanlagen mit dem Programm TRNSYS“
Sein Berufseinstieg erfolgte als Ingenieur bei UECOnsult GmbH, wo er von 1992 bis 1995 Energieberatungen bei Neubauprojekten mit dem dynamischen Gebäude- und Analgensimulationsprogramm TAS durchführte. Ab 1993 hatte er dort die Position des Leiters des Bereichs Energie und Umwelt inne.
1995 wechselte Knissel zum Institut Wohnen und Umwelt aus Darmstadt. Hier führte er bis 2011 als Wissenschaftler Forschungsprojekte zur Energieeffizienz im Gebäudebereich durch.
2002 promovierte er zum Doktor der Ingenieurwissenschaften mit dem Thema „Energieeffiziente Bürogebäude mit reduzierten internen Wärmequellen und Wärmeschutz auf Passivhausniveau“.
Seit 2011 ist Jens Knissel Professor für Technische Gebäudeausrüstung an der Universität Kassel. Seit April 2022 bis voraussichtlich März 2025 ist er Prodekan des Fachbereichs 06 Architektur, Stadtplanung, Landschaftsplanung.
Knissel ist mit Maria Knissel verheiratet und hat zwei Töchter.

## Inhaltliche Forschungsimpulse
Mit seinen Forschungsarbeiten setzte Knissel zusammen mit seinen Kollegen mehrere innovative Impulse, von denen vier im Folgenden genannt werden:
Teilenergiekennwerte: In seiner Zeit beim IWU entwickelte Knissel mit seinen Kollegen sogenannte Teilenergiekennwerte (TEK), die als Referenzkennwerte zur schnellen energetischen Bewertung bestehender Nicht-Wohnggebäude dienen.
Genutzt werden die TEKs z. B. im TEK-Tool, der Verbrauchsstrukturanalyse (VSA-Tool) oder den Energieverbrauchsausweisen in Luxemburg und Deutschland.
Ökologischer Mietspiegel: Zusammen mit Kollegen vom IWU entwickelte Knissel ein Verfahren zur Integration der wärmetechnischen bzw. energetischen Gebäudebeschaffenheit als Kriterium im Mietspiegel zur Bestimmung der ortsüblichen Vergleichsmiete. Dieser Ansatz wurde im Mai 2013 ins Mietrecht übernommen.
Semizentrale Lüftung: Mit seinem Fachgebiet wurde ein neues Lüftungskonzept entwickelt, mit dem der Ventilatorstromverbrauch bei der bedarfsgeführten Lüftung um 10 % bis 50 % reduziert werden kann. Dieses Konzept wird aktuell zusammen mit einem privatwirtschaftlichen Unternehmen und mit Förderung durch das Bundesministerium für Wirtschaft und Klimaschutz in vier Modellprojekten umgesetzt.
Intracting: Gemeinsam mit seinem Fachgebiet zeigte er auf, dass Intracting auch im Hochschulbereich ein geeignetes Finanzierungsinstrument für Energieeffizienzmaßnahmen im Gebäudebereich und Erneuerbare Energien ist. Intacting wird seit 2017 in der Abteilung Bau, Technik, Liegenschaften der Universität Kassel genutzt.

## Auszeichnungen
2018 bekam Knissel zusammen mit seinem Team den Hessischen Hochschulpreis für Exzellenz in der Lehre für das Projekt „Studierende planen für Studierende“ verliehen.